# Brandon Bye
Brandon Bye (Kalamazoo, 1995. november 29. –) amerikai labdarúgó, a New England Revolution hátvédje.

## Pályafutása
Bye a michigani Kalamazoo-ban született. Az ifjúsági pályafutását a helyi Kalamazoo Kingdom csapatában kezdte, majd az Alliance akadémiájánál folytatta.
2015-ben mutatkozott be a Grand Rapids felnőtt keretében. 2016-ban a Kalamazoo, majd 2017-ben a Minneapolis City szerződtette. 2018. január 19-én az első osztályban szereplő New England Revolution szerződtette. Először a 2018. március 4-ei, Philadelphia Union ellen 2–0-ra elvesztett mérkőzés 55. percében, Juan Agudelo cseréjeként lépett pályára. Első gólját 2018. szeptember 16-án, a Los Angeles ellen 1–1-es döntetlennel zárult találkozón szerezte meg.

## Statisztikák
2023. március 5. szerint
| Klub                   | Szezon   | Osztály  | Bajnokság | Bajnokság | Kupa  | Kupa | Nemzetközi | Nemzetközi | Összesen | Összesen |
| Klub                   | Szezon   | Osztály  | Meccs     | Gól       | Meccs | Gól  | Meccs      | Gól        | Meccs    | Gól      |
| ---------------------- | -------- | -------- | --------- | --------- | ----- | ---- | ---------- | ---------- | -------- | -------- |
| New England Revolution | 2018     | MLS      | 24        | 1         | 1     | 0    | —          | —          | 25       | 1        |
| New England Revolution | 2019     | MLS      | 31        | 2         | 2     | 0    | —          | —          | 33       | 2        |
| New England Revolution | 2020     | MLS      | 25        | 0         | 0     | 0    | —          | —          | 25       | 0        |
| New England Revolution | 2021     | MLS      | 30        | 2         | 0     | 0    | —          | —          | 30       | 2        |
| New England Revolution | 2022     | MLS      | 29        | 2         | 2     | 0    | 2          | 0          | 33       | 2        |
| New England Revolution | 2023     | MLS      | 2         | 1         | 0     | 0    | —          | —          | 2        | 1        |
| Összesen               | Összesen | Összesen | 141       | 8         | 5     | 0    | 2          | 0          | 148      | 8        |